# Ga Krung Thon Buri BTS
Ga Krung Thon Buri (tiếng Thái: สถานีกรุงธนบุรี, phát âm [sā.tʰǎː.nīː krūŋ tʰōn bū.rīː]) là một ga BTS Skytrain, trên Tuyến Silom tại Khlong San, Băng Cốc, Thái Lan. Nhà ga nằm trên đường Krung Thon Buri. Nó là nhà ga tàu điện Băng Cốc đầu tiên nằm tại bờ Tây của Sông Chao Phraya.
Nhà ga mở cửa ngày 15 tháng 5 năm 2009, cùng với ga Wongwian Yai trên 2,2 km Skytrain mở rộng.
Ga Krung Thon Buri còn kết nối với Tuyến Gold.

## Bố trí ga
| U3 Ke ga      | Ke ga 1                             | Tuyến Gold hướng đi Khlong San (Charoen Nakhon)                                                        |
| U3 Ke ga      | Ke ga, cửa sẽ mở phía bên trái/phải | |
| U3 Ke ga      | Ke ga 2                             | Tuyến Gold hướng đi Khlong San (Charoen Nakhon)                                                        |
| U3 Ke ga      |                                     | |
| U3 Ke ga      | Ke ga, cửa sẽ mở phía bên phải      | |
| U3 Ke ga      | Ke ga 3                             | Silom hướng đi Bang Wa (Wongwian Yai)                                                                  |
| U3 Ke ga      | Platform 4                          | Silom hướng đi sân vận động quốc gia (Saphan Taksin)                                                   |
| U3 Ke ga      | Ke ga, cửa sẽ mở phía bên phải      | |
| U2 Khu bán vé | tầng bán vé                         | Lối thoát 1–4, Trung tâm dịch vụ khách hàng Văn phòng vé, máy bán vé, cửa hàng Lối liên kết Tuyến Gold |
| G Đường phố   | -                                   | Trạm xe buýt                                                                                           |

## Hình ảnh

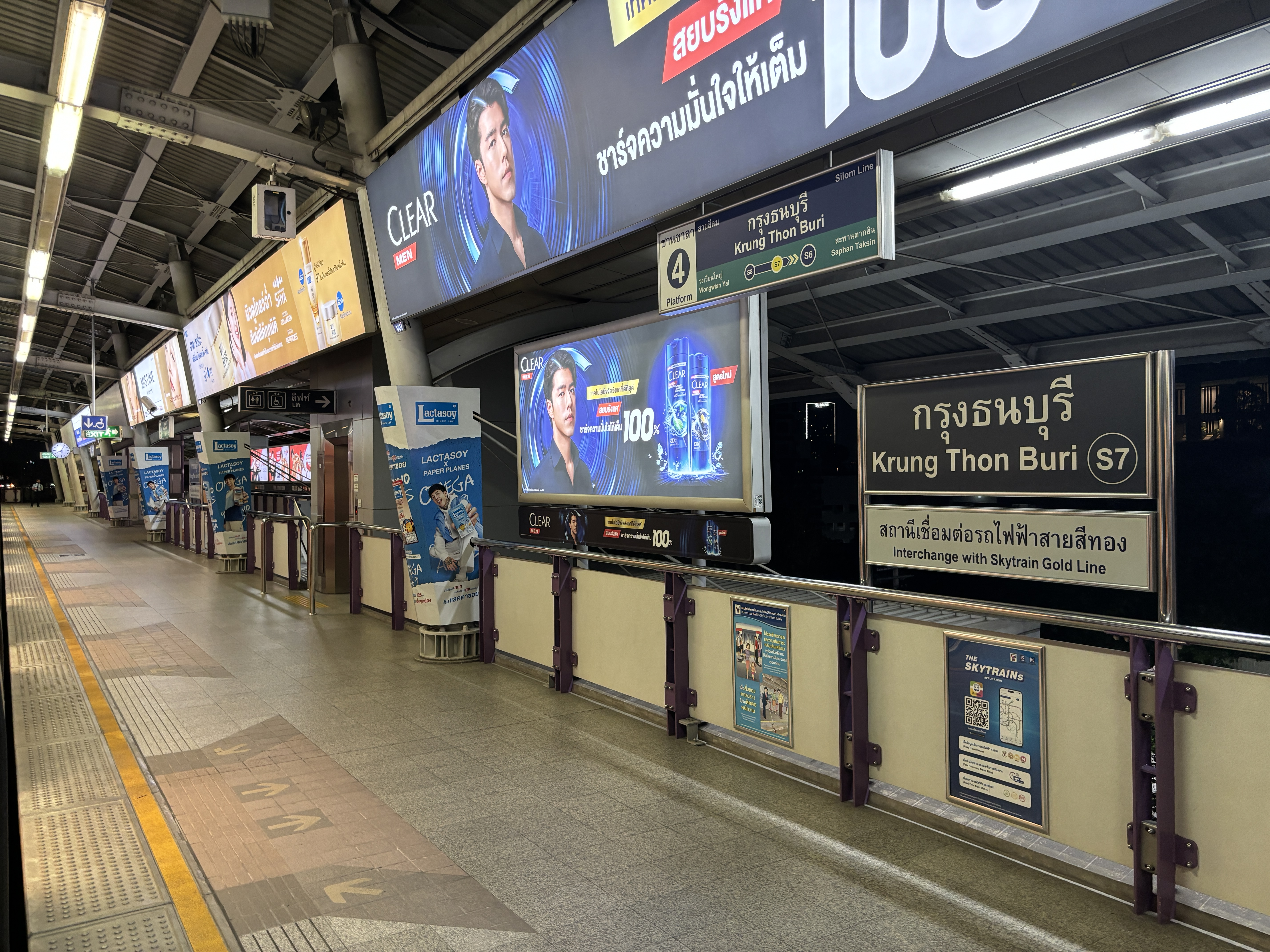
Sân ga của Silom
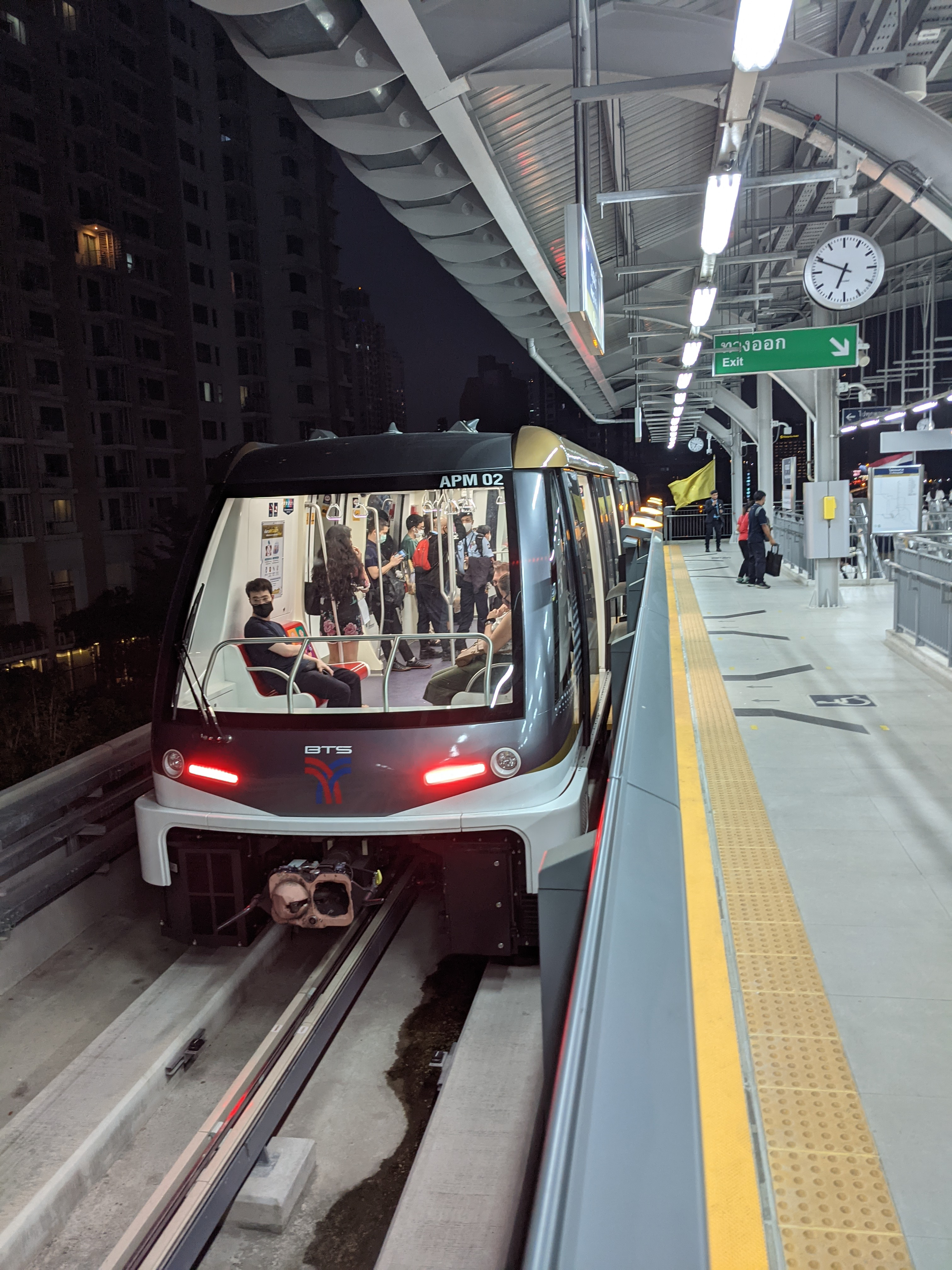
Tàu của tuyến Gold tại ga Krung Thon Buri
Biển hiệu của ga Krung Thon Buri (BTS)
Biển hiệu của ga Krung Thon Buri (Tuyến Gold)